# Seznam chráněných území v okrese Komárno
Toto je seznam chráněných území v okrese Komárno aktuální k roku 2016, ve kterém jsou uvedena chráněná území v oblasti okresu Komárno.
| Kód  | Obrázek              | Typ | Název                 | Rozloha (ha) | Galerie Commons                                       | Popis území | Souřadnice                       |
| ---- | -------------------- | --- | --------------------- | ------------ | ----------------------------------------------------- | ----------- | -------------------------------- |
| 797  |                      | PR  | Alúvium Žitavy        | 32,5300      |                                                       |             |                                  |
| 3    | Apálsky ostrov       | NPR | Apálsky ostrov        | 85,9746      |                                                       |             | 47°47′23″ s. š., 18°7′40″ v. d.  |
| 925  | Bohatský park        | CHA | Bohatský park         | 4,6400       |                                                       |             | 47°52′58″ s. š., 18°12′ v. d.    |
| 12   |                      | PR  | Bokrošské slanisko    | 14,0600      |                                                       |             |                                  |
| 799  |                      | PR  | Búčske slanisko       | 20,3995      |                                                       |             |                                  |
| 1259 |                      | CHA | Čenkov                | 254,87       |                                                       |             | 47°46′40″ s. š., 18°31′26″ v. d. |
| 27   |                      | NPR | Číčovské mŕtve rameno | 79,8715      |                                                       |             |                                  |
| 931  | Číčovský park        | CHA | Číčovský park         | 8,6600       |                                                       |             | 47°46′29″ s. š., 17°46′ v. d.    |
| 38   |                      | CHA | Dropie                | 912,7642     |                                                       |             |                                  |
| 1120 |                      | PR  | Dunajské trstiny      | 104,1016     |                                                       |             |                                  |
| 938  |                      | CHA | Hurbanovský park      | 5,4400       |                                                       |             |                                  |
| 52   |                      | PR  | Chotínske piesky      | 7,0230       |                                                       |             |                                  |
| 806  |                      | PR  | Jurský Chlm           | 5,8003       |                                                       |             |                                  |
| 926  |                      | CHA | Kaštieľsky park       | 1,1000       |                                                       |             |                                  |
| 1215 |                      | CHA | Komárňanské slanisko  | 14,7780      |                                                       |             |                                  |
| 1078 |                      | PR  | Komočín               | 0,4892       |                                                       |             |                                  |
| 1117 |                      | PR  | Kratina               | 10,1500      |                                                       |             |                                  |
| 944  |                      | CHA | Kraviansky park       | 2,3400       |                                                       |             |                                  |
| 93   | Listové jazero       | PR  | Listové jazero        | 41,0200      | Kategorie „Listové jazero“ na Wikimedia Commons       |             | 47°53′29″ s. š., 18°3′7″ v. d.   |
| 811  | Lohotský močiar      | PR  | Lohotský močiar       | 24,1336      |                                                       |             | 47°51′25″ s. š., 18°0′41″ v. d.  |
| 102  |                      | PR  | Malý ostrov           | 8,3400       |                                                       |             |                                  |
| 1256 |                      | CHA | Marcelovské piesky    | 42,05        |                                                       |             | 47°47′53″ s. š., 18°16′7″ v. d.  |
| 953  |                      | CHA | Marcelovský park      | 2,1600       |                                                       |             |                                  |
| 802  |                      | PR  | Martovská mokraď      | 11,8729      |                                                       |             |                                  |
| 1079 |                      | PR  | Mostová               | 15,1290      |                                                       |             |                                  |
| 1118 |                      | CHA | Nesvadské piesky      | 35,32        |                                                       |             | 47°55′14″ s. š., 18°9′35″ v. d.  |
| 1216 |                      | CHA | Pavelské slanisko     | 18,6104      |                                                       |             |                                  |
| 1121 |                      | PR  | Pod Starým vrchom     | 3,6513       |                                                       |             |                                  |
| 815  |                      | PR  | Pohrebište            | 69,3296      |                                                       |             |                                  |
| 1213 |                      | CHA | Pri Orechovom rade    | 1,6990       |                                                       |             |                                  |
| 1116 |                      | CHA | Pribetský háj         | 2,3959       |                                                       |             |                                  |
| 146  | Révajovská pustatina | PR  | Révajovská pustatina  | 0,6800       | Kategorie „Révajovská pustatina“ na Wikimedia Commons |             | 47°53′15″ s. š., 18°10′21″ v. d. |
| 959  |                      | CHA | Strážsky park         | 6,6100       |                                                       |             |                                  |
| 963  | Svätopeterský park   | CHA | Svätopeterský park    | 5,1602       | Kategorie „Park in Svätý Peter“ na Wikimedia Commons  |             | 47°51′2″ s. š., 18°15′47″ v. d.  |
| 823  | Vrbina               | PR  | Vrbina                | 34,4895      |                                                       |             | 47°48′24″ s. š., 18°3′19″ v. d.  |
| 185  |                      | PR  | Zlatniansky luh       | 9,1400       |                                                       |             |                                  |

## Zrušená chráněná území
| Kód  | Obrázek            | Typ | Název              | Rozloha (ha) | Galerie Commons                                     | Popis území | Souřadnice                       |
| ---- | ------------------ | --- | ------------------ | ------------ | --------------------------------------------------- | ----------- | -------------------------------- |
| 104  |                    | PR  | Mašan              | 2,1607       |                                                     |             |                                  |
| 1118 | Líščie diery       | PR  | Líščie diery       | 13,3174      | Kategorie „Líščie diery“ na Wikimedia Commons       |             | 47°55′20″ s. š., 18°9′37″ v. d.  |
| 103  | Marcelovské piesky | PR  | Marcelovské piesky | 4,4695       | Kategorie „Marcelovské piesky“ na Wikimedia Commons |             | 47°47′50″ s. š., 18°16′11″ v. d. |